# Jesús Herrada
Jesús Herrada López (Mota del Cuervo, Cuenca, 26 de julio de 1990) es un ciclista profesional español. Forma parte del equipo Cofidis.
Su hermano José también fue ciclista profesional.

## Trayectoria
Obtuvo grandes resultados en la categoría junior en las temporadas 2007 y 2008, destacando en la contrarreloj, disciplina en la que fue campeón de España sub-23 en 2010 y doble campeón junior en 2007 y 2008.
Dio el salto a la máxima categoría del ciclismo mundial en 2011, firmando un contrato de tres años. Su primera victoria como profesional fue en 2012 en el sector matinal de la 2.ª etapa de la Vuelta a Asturias. En 2013 se proclamó campeón de España en Ruta.
El 6 de septiembre de 2018 se colocó como líder provisional de la Vuelta a España al formar parte de la escapada del día.

## Palmarés
2011
- 3.º en el Campeonato de España en Ruta

2012
- 1 etapa de la Vuelta a Asturias

2013
- Campeonato de España en Ruta
- 1 etapa del Tour de Poitou-Charentes

2014
- 1 etapa de la Ruta del Sur
- 1 etapa del Tour de Poitou-Charentes

2015
- 1 etapa de la Vuelta a Asturias
- 3.º en el Campeonato de España Contrarreloj
- 3.º en el Campeonato de España en Ruta
- 1 etapa del Tour de Limousin

2016
- 1 etapa del Critérium del Dauphiné

2017
- 3.º en el Campeonato de España Contrarreloj
- Campeonato de España en Ruta

2019
- Trofeo Las Salinas-Campos-Porreras-Felanich
- Tour de Luxemburgo, más 2 etapas
- Mont Ventoux Dénivelé Challenge
- 3.º en el Campeonato de España en Ruta
- 1 etapa de la Vuelta a España[1]

2021
- Trofeo Serra de Tramuntana
- 2.º en el Campeonato de España en Ruta

2022
- Clásica Grand Besançon Doubs
- 2.º en el Campeonato de España en Ruta
- 1 etapa de la Vuelta a España

2023
- 1 etapa del Tour de Omán
- Tour de Doubs
- 1 etapa de la Vuelta a España

2024
- 3.º en el Campeonato de España en Ruta

## Resultados en Grandes Vueltas y Campeonatos del Mundo
| Carrera              | Carrera              | 2011 | 2012 | 2013 | 2014 | 2015 | 2016 | 2017  | 2018 | 2019 | 2020 | 2021 | 2022 | 2023 | 2024 |
| -------------------- | -------------------- | ---- | ---- | ---- | ---- | ---- | ---- | ----- | ---- | ---- | ---- | ---- | ---- | ---- | ---- |
|                      | Giro de Italia       | —    | —    | —    | —    | 74.º | —    | —     | —    | —    | —    | —    | ―    | ―    | —    |
|                      | Tour de Francia      | —    | —    | —    | 61.º | —    | Ab.  | 97.º  | 47.º | 20.º | 44.º | 87.º | —    | —    | Ab.  |
|                      | Vuelta a España      | —    | —    | —    | —    | —    | —    | —     | 21.º | Ab.  | —    | 38.º | 56.º | 83.º | 85.º |
| Mundial en Ruta      | Mundial en Ruta      | —    | —    | —    | 79.º | —    | —    | 106.º | 61.º | —    | 28.º | —    | ―    | Ab.  | —    |
| Mundial Contrarreloj | Mundial Contrarreloj | 39.º | —    | —    | —    | —    | —    | —     | —    | —    | —    | —    | ―    | —    | —    |

—: no participa

Ab.: abandono

## Equipos
- Movistar Team (2011-2017)
- Cofidis (2018-)
  - Cofidis, Solutions Crédits (2018-2019)
  - Cofidis (2020-)